# The Whispers (Soulband)/Diskografie
Diese Diskografie ist eine Übersicht über die musikalischen Werke der US-amerikanischen Soul-, Funk- und R&B-Band The Whispers. Den Schallplattenauszeichnungen zufolge hat sie bisher mehr als 4,7 Millionen Tonträger verkauft, davon alleine in ihrer Heimat über 4,5 Millionen. Ihre erfolgreichsten Veröffentlichungen sind die Alben The Whispers und Just Gets Better with Time mit je über eine Million verkauften Einheiten.

## Alben

### Studioalben
| Jahr | Titel                                       | Höchstplatzierung, Gesamtwochen, AuszeichnungChartplatzierungen (Jahr, Titel, Platzierungen, Wochen, Auszeichnungen, Anmerkungen) | Höchstplatzierung, Gesamtwochen, AuszeichnungChartplatzierungen (Jahr, Titel, Platzierungen, Wochen, Auszeichnungen, Anmerkungen) | Höchstplatzierung, Gesamtwochen, AuszeichnungChartplatzierungen (Jahr, Titel, Platzierungen, Wochen, Auszeichnungen, Anmerkungen) | Höchstplatzierung, Gesamtwochen, AuszeichnungChartplatzierungen (Jahr, Titel, Platzierungen, Wochen, Auszeichnungen, Anmerkungen) | Anmerkungen |
| Jahr | Titel                                       | DE | UK | US | R&B | Anmerkungen |
| ---- | ------------------------------------------- | --- | --- | --- | --- | --- |
| 1972 | The Whispers’ Love Story                    | — | — | US186 (2 Wo.)US | R&B34 (9 Wo.)R&B | Erstveröffentlichung: 1972 Produzent: Ron Carson |
| 1973 | Life and Breath                             | — | — | — | R&B44 (12 Wo.)R&B | Erstveröffentlichung: 1972 Produzent: Ron Carson |
| 1973 | Planets of Life                             | — | — | — | R&B48 (4 Wo.)R&B | Erstveröffentlichung: 1973 bereits 1969 als The Whispers erschienen 1980 Reissue als I Can Remember Produzent: Ron Carson |
| 1974 | Bingo (US) / Whispers Gettin’ Louder (UK)   | — | — | — | R&B40 (11 Wo.)R&B | Erstveröffentlichung: 1974 Produzenten: Baker, Harris & Young, Bunny Sigler, Bruce Hawes, Charles Simmons |
| 1976 | One for the Money                           | — | — | US189 (6 Wo.)US | R&B40 (13 Wo.)R&B | Erstveröffentlichung: 1976 Produzenten: Norman Harris, Dick Griffey, Don Cornelius |
| 1977 | Open Up Your Love                           | — | — | US65 (10 Wo.)US | R&B23 (17 Wo.)R&B | Erstveröffentlichung: 1977 Produzenten: Dick Griffey, Don Cornelius, The Whispers |
| 1978 | Headlights                                  | — | — | US77 (28 Wo.)US | R&B22 (37 Wo.)R&B | Erstveröffentlichung: 1978 Produzenten: Dick Griffey, The Whispers |
| 1979 | Whisper in Your Ear                         | — | — | US146 (9 Wo.)US | R&B28 (16 Wo.)R&B | Erstveröffentlichung: 1. Januar 1979 Produzenten: Dick Griffey, The Whispers |
| 1979 | Happy Holidays to You                       | — | — | — | R&B50 (11 Wo.)R&B | Erstveröffentlichung: November 1979 Re-Entry (R&B): 1982, Platz 58, 2 Wochen Produzenten: Dick Griffey, The Whispers |
| 1979 | The Whispers                                | — | — | US6 Platin · (35 Wo.)US | R&B1 (34 Wo.)R&B | Erstveröffentlichung: 24. Oktober 1979 Produzenten: Dick Griffey, The Whispers |
| 1980 | Imagination                                 | — | UK42 (5 Wo.)UK | US23 Gold · (27 Wo.)US | R&B3 (31 Wo.)R&B | Erstveröffentlichung: 30. November 1980 Produzenten: Dick Griffey, The Whispers |
| 1981 | This Kind of Lovin’                         | — | — | US100 (9 Wo.)US | R&B15 (26 Wo.)R&B | Erstveröffentlichung: 1. Januar 1981 Produzenten: The Whispers, Leon Sylvers III |
| 1981 | Love Is Where You Find It                   | — | — | US35 Gold · (25 Wo.)US | R&B1 (33 Wo.)R&B | Erstveröffentlichung: 7. Juni 1981 Produzenten: Leon Sylvers III, Richy Sylvers, Nicholas Caldwell, Wallace Scott, Walter Scott |
| 1983 | Love for Love                               | — | — | US37 (29 Wo.)US | R&B2 (40 Wo.)R&B | Erstveröffentlichung: 1983 Produzenten: The Whispers, Leon Sylvers III, Ricky Sylvers, Nicholas Caldwell |
| 1984 | So Good                                     | — | — | US88 (26 Wo.)US | R&B8 (32 Wo.)R&B | Erstveröffentlichung: 26. Juli 1984 Produzenten: The Whispers, Reggie Calloway, Leon Sylvers III, Wardell Potts, Wilmer Raglin, Grady Wilkins |
| 1987 | Just Gets Better with Time                  | — | UK63 (4 Wo.)UK | US22 Platin · (37 Wo.)US | R&B3 (47 Wo.)R&B | Erstveröffentlichung: 9. April 1987 Produzenten: Leon Sylvers III, Larry White, Babyface, L.A. Reid, Gary Taylor, Grady Wilkins, Nicholas Caldwell |
| 1990 | More of the Night                           | — | — | US83 Gold · (24 Wo.)US | R&B8 (49 Wo.)R&B | Erstveröffentlichung: 6. Februar 1990 Produzenten: The Whispers, Robert Brookins, Christopher Troy, Zac Harmon, Steve Russell, Greg Dalton, Calvin Romance, Joel Davis, Tsuyoshi Takayanagi, Keith Spencer                                                        |
| 1994 | Christmas Moments                           | — | — | — | R&B42 (4 Wo.)R&B | Erstveröffentlichung: 15. November 1994 |
| 1995 | Toast to the Ladies                         | — | — | US92 (8 Wo.)US | R&B8 (29 Wo.)R&B | Erstveröffentlichung: 21. März 1995 Produzenten: Harmony, Magic, Derrick Pearson, Kevin Guillaume, Ralph Hawkins, Charlie Singleton, Keni Burke, Kuk Harrell, Laney Stewart, Paul Minor, Grady Wilkins, Terrence Desmond, Gordon Jones, John Benton, Rickey Smith |
| 1997 | Songbook Volume One – The Songs of Babyface | — | — | — | R&B27 (19 Wo.)R&B | Erstveröffentlichung: 25. November 1997 |
| 2006 | For Your Ears Only                          | — | — | — | R&B88 (3 Wo.)R&B | Erstveröffentlichung: 8. August 2006 |
| 2009 | Thankful                                    | — | — | US172 (1 Wo.)US | R&B25 (19 Wo.)R&B | Erstveröffentlichung: 20. Oktober 2009 |

### Kompilationen
| Jahr | Titel                         | Höchstplatzierung, Gesamtwochen, AuszeichnungChartplatzierungen (Jahr, Titel, Platzierungen, Wochen, Auszeichnungen, Anmerkungen) | Höchstplatzierung, Gesamtwochen, AuszeichnungChartplatzierungen (Jahr, Titel, Platzierungen, Wochen, Auszeichnungen, Anmerkungen) | Höchstplatzierung, Gesamtwochen, AuszeichnungChartplatzierungen (Jahr, Titel, Platzierungen, Wochen, Auszeichnungen, Anmerkungen) | Höchstplatzierung, Gesamtwochen, AuszeichnungChartplatzierungen (Jahr, Titel, Platzierungen, Wochen, Auszeichnungen, Anmerkungen) | Anmerkungen                     |
| Jahr | Titel                         | DE | UK | US | R&B | Anmerkungen                     |
| ---- | ----------------------------- | --- | --- | --- | --- | ------------------------------- |
| 1974 | Greatest Hits                 | — | — | — | R&B48 (5 Wo.)R&B | Erstveröffentlichung: 1974      |
| 1982 | The Best of the Whispers      | — | — | US180 (5 Wo.)US | — | Erstveröffentlichung: 1982      |
| 1996 | Greatest Slow Jams Volume One | — | — | — | R&B87 (3 Wo.)R&B | Erstveröffentlichung: Juni 1996 |
| 1997 | Greatest Hits                 | — | — | — | R&B89 (2 Wo.)R&B | Erstveröffentlichung: Juni 1997 |

Weitere Kompilationen
- 1982: Shhhh
- 1988: Vintage Whispers
- 1988: Greatest Hits
- 1990: In the Mood
- 1992: Rock Steady
- 1994: 30th Anniversary Anthology (2 CDs)
- 1995: The Best Of
- 1995: Love Thing
- 1999: And the Beat Goes On (2 CDs)
- 2000: The Best of the Whispers
- 2000: It’s a Love Thing
- 2001: And the Beat Goes On
- 2001: Shalamar vs The Whispers – Their Greatest Hits (mit Shalamar, 2 CDs)
- 2002: Bingo: The Janus Recordings 1972–1974 (2 CDs)

## Singles
| Jahr | Titel Album                                                | Höchstplatzierung, Gesamtwochen, AuszeichnungChartplatzierungen (Jahr, Titel, Album, Platzierungen, Wochen, Auszeichnungen, Anmerkungen) | Höchstplatzierung, Gesamtwochen, AuszeichnungChartplatzierungen (Jahr, Titel, Album, Platzierungen, Wochen, Auszeichnungen, Anmerkungen) | Höchstplatzierung, Gesamtwochen, AuszeichnungChartplatzierungen (Jahr, Titel, Album, Platzierungen, Wochen, Auszeichnungen, Anmerkungen) | Höchstplatzierung, Gesamtwochen, AuszeichnungChartplatzierungen (Jahr, Titel, Album, Platzierungen, Wochen, Auszeichnungen, Anmerkungen) | Höchstplatzierung, Gesamtwochen, AuszeichnungChartplatzierungen (Jahr, Titel, Album, Platzierungen, Wochen, Auszeichnungen, Anmerkungen) | Anmerkungen | [↑]: gemeinsam behandelt mit vorhergehendem Eintrag; [←]: in beiden Charts platziert |
| Jahr | Titel Album                                                | DE | UK | US | R&B | Dance | Anmerkungen |                                                                                      |
| ---- | ---------------------------------------------------------- | --- | --- | --- | --- | --- | --- | ------------------------------------------------------------------------------------ |
| 1969 | The Time Will Come –                                       | — | — | — | R&B17 (7 Wo.)R&B | — | Erstveröffentlichung: Juli 1969 Autoren: Nicholas Cardwell, Gordy Horman                                                                          |                                                                                      |
| 1970 | Seems Like I Gotta Do Wrong The Whispers (1971)            | — | — | US50 (9 Wo.)US | R&B6 (11 Wo.)R&B | — | Erstveröffentlichung: Juli 1970 Autoren: Dee Ervin, Lynn Farr                                                                                     |                                                                                      |
| 1971 | There’s a Love for Everyone Greatest Hits (1974)           | — | — | — | R&B31 (6 Wo.)R&B | — | Erstveröffentlichung: Dezember 1970 Autor: Sugar Pie DeSanto                                                                                      |                                                                                      |
| 1971 | Your Love Is so Doggone Good The Whispers’ Love Story      | — | — | US93 (2 Wo.)US | R&B19 (6 Wo.)R&B | — | Erstveröffentlichung: März 1971 Autoren: Dee Ervin, Rudy Love                                                                                     |                                                                                      |
| 1972 | Can’t Help but Love You The Whispers’ Love Story           | — | — | — | R&B35 (8 Wo.)R&B | — | Erstveröffentlichung: Januar 1972 Autoren: Gately, John                                                                                           |                                                                                      |
| 1972 | I Only Meant to Wet My Feet The Whispers’ Love Story       | — | — | — | R&B27 (8 Wo.)R&B | — | Erstveröffentlichung: Juni 1972 Autoren: Don Daniels, Terri McFaddin                                                                              |                                                                                      |
| 1973 | Somebody Loves You Life and Breath                         | — | — | US94 (4 Wo.)US | R&B45 (3 Wo.)R&B | — | Erstveröffentlichung: Oktober 1972 Autoren: Terri McFaddin, Warren Sams                                                                           |                                                                                      |
| 1974 | A Mother for My Children Bingo                             | — | — | US92 (4 Wo.)US | R&B32 (13 Wo.)R&B | — | Erstveröffentlichung: Dezember 1973 Autoren: Alan Felder, Bunny Sigler, Norman Harris, Ronnie Baker                                               |                                                                                      |
| 1974 | Bingo                                                      | — | — | — | R&B40 (9 Wo.)R&B | — | Erstveröffentlichung: März 1974 Autoren: Alan Felder, Bunny Sigler, Norman Harris                                                                 |                                                                                      |
| 1974 | What More Can a Girl Ask For? Bingo                        | — | — | — | R&B60 (10 Wo.)R&B | — | Erstveröffentlichung: August 1974 Autoren: Allan Felder, Norman Harris                                                                            |                                                                                      |
| 1974 | Where There Is Love Bingo                                  | — | — | — | — | Dance15 (1 Wo.)Dance | Erstveröffentlichung: 1974 Autoren: Bruce Hawes, Charles Simmons, Joseph B. Jefferson                                                             |                                                                                      |
| 1976 | In Love Forever –                                          | — | — | — | R&B40 (12 Wo.)R&B | — | Erstveröffentlichung: November 1975 Autor: J. Hernandez                                                                                           |                                                                                      |
| 1976 | One for the Money (Part 1) One for the Money               | — | — | US88 (10 Wo.)US | R&B10 (15 Wo.)R&B | Dance8 (9 Wo.)Dance | Erstveröffentlichung: Juni 1976 Autoren: Jerry Akines, Johnny Bellmon, Victor Drayton, Reginald Turner                                            |                                                                                      |
| 1976 | Living Together (In Sin) One for the Money                 | — | — | — | R&B21 (15 Wo.)R&B | — | Erstveröffentlichung: August 1976 Autoren: Joe Cobb, Van McCoy                                                                                    |                                                                                      |
| 1977 | You’re Only as Good as You Think You Are One for the Money | — | — | — | R&B91 (4 Wo.)R&B | — | Erstveröffentlichung: Februar 1977 Autoren: Bruce Gray, Allan Felder                                                                              |                                                                                      |
| 1977 | I Fell in Love Last Night (At the Disco) Open Up Your Love | — | — | — | — | Dance16 (9 Wo.)Dance | Erstveröffentlichung: 1977 Autor: Malcolm Anthony                                                                                                 |                                                                                      |
| 1977 | Make It with You Open Up Your Love                         | — | — | US94 (4 Wo.)US | R&B10 (17 Wo.)R&B[Dance: ↑] | Dance16 (9 Wo.)Dance | Erstveröffentlichung: Juni 1977 Autor: David Gates Original: Bread, 1970                                                                          |                                                                                      |
| 1978 | I’m Gonna Make You My Wife Open Up Your Love               | — | — | — | R&B54 (9 Wo.)R&B | — | Erstveröffentlichung: 1977 Autor: Wayne Bell |                                                                                      |
| 1978 | (Let’s Go) All the Way Headlights                          | — | — | — | R&B10 (18 Wo.)R&B | — | Erstveröffentlichung: April 1978 Autoren: Art Posey, Josef Powell, Melvin Ragin, Sonny Burke                                                      |                                                                                      |
| 1978 | (Olivia) Lost and Turned Out Headlights                    | — | — | — | R&B13 (22 Wo.)R&B | — | Erstveröffentlichung: 1978 Autor: Malcolm Anthony                                                                                                 |                                                                                      |
| 1979 | Can’t Do Without Love Whisper in Your Ear                  | — | — | — | R&B43 (11 Wo.)R&B | — | Erstveröffentlichung: Mai 1979 Autoren: Curtis Mayfield, Keni Burke                                                                               |                                                                                      |
| 1979 | Homemade Lovin’ Whisper in Your Ear                        | — | — | — | R&B66 (6 Wo.)R&B | — | Erstveröffentlichung: 1979 |                                                                                      |
| 1979 | A Song for Donny The Whispers (1979)                       | — | — | — | R&B21 (15 Wo.)R&B | — | Erstveröffentlichung: September 1979 Autor: Donny Hathaway                                                                                        |                                                                                      |
| 1979 | Out the Box The Whispers (1979)                            | — | — | — | — | Dance1 (24 Wo.)Dance | Erstveröffentlichung: 1979 Autoren: Leon Sylvers, William Shelby                                                                                  |                                                                                      |
| 1980 | And the Beat Goes On The Whispers (1979)                   | DE20 (17 Wo.)DE | UK2 Silber · (12 Wo.)UK | US19 Gold · (15 Wo.)US | R&B1 (20 Wo.)R&B[Dance: ↑] | Dance1 (24 Wo.)Dance | Erstveröffentlichung: Januar 1980 Autoren: Leon Sylvers, Stephen Shockley, William Shelby                                                         |                                                                                      |
| 1980 | Can You Do the Boogie The Whispers (1979)                  | — | — | — | —[Dance: ↑] | Dance1 (24 Wo.)Dance | Erstveröffentlichung: Januar 1980 Autoren: Carrie Lucas, Norman Beavers                                                                           |                                                                                      |
| 1980 | Lady The Whispers (1979)                                   | — | UK55 (3 Wo.)UK | US28 (11 Wo.)US | R&B3 (19 Wo.)R&B | — | Erstveröffentlichung: Mai 1980 Autor: Nicholas Caldwell                                                                                           |                                                                                      |
| 1980 | My Girl The Whispers (1979)                                | — | UK26 (6 Wo.)UK | — | — | — | Erstveröffentlichung: Juni 1980 Autoren: Smokey Robinson, Ronald White Original: The Temptations, 1964                                            |                                                                                      |
| 1981 | It’s a Love Thing Imagination                              | — | UK9 (11 Wo.)UK | US28 (15 Wo.)US | R&B2 (20 Wo.)R&B | Dance4 (23 Wo.)Dance | Erstveröffentlichung: Dezember 1980 Autoren: Dana Meyers, William Shelby                                                                          |                                                                                      |
| 1981 | I Can Make It Better Imagination                           | — | UK44 (5 Wo.)UK | — | R&B40 (10 Wo.)R&B[Dance: ↑] | Dance4 (23 Wo.)Dance | Erstveröffentlichung: 1980 Autoren: Dana Meyers, Stephen Shockley, William Shelby                                                                 |                                                                                      |
| 1981 | Up on Soultrain –                                          | — | — | — | —[Dance: ↑] | Dance4 (23 Wo.)Dance | Erstveröffentlichung: 1981 Autor: Don Cornelius                                                                                                   |                                                                                      |
| 1981 | This Kind of Lovin’                                        | — | — | — | R&B17 (15 Wo.)R&B | Dance20 (12 Wo.)Dance | Erstveröffentlichung: August 1981 Autor: Kevin Spencer, Nidra Beard, William Shelby                                                               |                                                                                      |
| 1982 | In the Raw Love Is Where You Find It                       | — | — | — | R&B8 (15 Wo.)R&B | Dance8 (17 Wo.)Dance | Erstveröffentlichung: Januar 1982 Autoren: Charmaine Sylvers, Dana Meyers, Glen Barbee                                                            |                                                                                      |
| 1982 | Emergency Love Is Where You Find It                        | — | — | — | R&B22 (12 Wo.)R&B | — | Erstveröffentlichung: April 1981 Autor: Leon Sylvers III                                                                                          |                                                                                      |
| 1983 | Tonight Love for Love                                      | — | — | US84 (4 Wo.)US | R&B4 (16 Wo.)R&B | Dance18 (20 Wo.)Dance | Erstveröffentlichung: Februar 1983 Autor: Jerry Knight                                                                                            |                                                                                      |
| 1983 | Keep On Lovin’ Me Love for Love                            | — | — | — | R&B4 (18 Wo.)R&B[Dance: ↑] | Dance18 (20 Wo.)Dance | Erstveröffentlichung: Mai 1983 Autoren: Kevin Spencer, Wardell Potts, Jr., William Zimmerman                                                      |                                                                                      |
| 1983 | This Time Love for Love                                    | — | — | — | R&B32 (9 Wo.)R&B | — | Erstveröffentlichung: März 1983 Autoren: Grady Wilkins, Percy Scott                                                                               |                                                                                      |
| 1984 | Contagious So Good                                         | — | UK56 (3 Wo.)UK | — | R&B10 (15 Wo.)R&B | Dance59 (8 Wo.)Dance | Erstveröffentlichung: Oktober 1984 Autoren: Bo Watson, Bobby Lovelace, Melvin Gentry, Reggie Calloway                                             |                                                                                      |
| 1985 | Some Kinda Lover So Good                                   | — | UK91 (1 Wo.)UK | — | R&B17 (14 Wo.)R&B | — | Erstveröffentlichung: Januar 1985 Autoren: Boaz Watson, Kenny Edmonds                                                                             |                                                                                      |
| 1985 | Don’t Keep Me Waiting So Good                              | — | — | — | R&B60 (7 Wo.)R&B | — | Erstveröffentlichung: Mai 1985 Autor: Kenny Edmonds                                                                                               |                                                                                      |
| 1985 | Hello Stranger So Good                                     | — | — | — | R&B20 (14 Wo.)R&B | — | Erstveröffentlichung: Juli 1985 Carrie Lucas feat. The Whispers Autor:Barbara Lewis                                                               |                                                                                      |
| 1987 | And the Beat Goes On ’87 –                                 | — | UK45 (4 Wo.)UK | — | — | — | Erstveröffentlichung: März 1987 Autoren: Leon Sylvers, Stephen Shockley, William Shelby                                                           |                                                                                      |
| 1987 | Rock Steady Just Gets Better with Time                     | — | UK38 (6 Wo.)UK | US7 (23 Wo.)US | R&B1 (18 Wo.)R&B | — | Erstveröffentlichung: April 1987 Autoren: Babyface, L.A. Reid, Bo Watson, Dwayne Ladd                                                             |                                                                                      |
| 1987 | Special FX Just Gets Better with Time                      | — | UK69 (4 Wo.)UK | — | — | — | Erstveröffentlichung: August 1987 Autoren: James Sylvers, Leon Sylvers III                                                                        |                                                                                      |
| 1987 | Just Gets Better with Time                                 | — | — | — | R&B12 (15 Wo.)R&B | — | Erstveröffentlichung: August 1987 Autor: Gary Taylor                                                                                              |                                                                                      |
| 1987 | No Pain, No Gain Just Gets Better with Time                | — | UK81 (2 Wo.)UK | — | R&B74 (6 Wo.)R&B | — | Erstveröffentlichung: April 1987 Autoren: Kenny Aubrey, Kevin Grady, Leon Sylvers III                                                             |                                                                                      |
| 1987 | In the Mood Just Gets Better with Time                     | — | — | — | R&B16 (15 Wo.)R&B | — | Erstveröffentlichung: November 1987 Autoren: Daryl Simmons, Babyface                                                                              |                                                                                      |
| 1988 | No Pain, No Gain Just Gets Better with Time                | — | — | — | R&B74 (6 Wo.)R&B | — | Erstveröffentlichung: März 1988 Autoren: Kenny Aubrey, Kevin Grady, Leon Sylvers III                                                              |                                                                                      |
| 1990 | Innocent More of the Night                                 | — | — | US55 (11 Wo.)US | R&B3 (15 Wo.)R&B | — | Erstveröffentlichung: Juli 1990 Autoren: Robert Brookins, Gordon Jones, Marva King                                                                |                                                                                      |
| 1990 | My Heart Your Heart More of the Night                      | — | — | — | R&B4 (19 Wo.)R&B | — | Erstveröffentlichung: September 1990 Autor: Gary Taylor                                                                                           |                                                                                      |
| 1991 | Is It Good to You More of the Night                        | — | — | — | R&B7 (14 Wo.)R&B | — | Erstveröffentlichung: Januar 1991 Autoren: Kevin Spencer, Tsuyoshi Takayanagi                                                                     |                                                                                      |
| 1991 | I Want 2B the 1 4 U –                                      | — | — | — | R&B58 (4 Wo.)R&B | — | Erstveröffentlichung: Juni 1991 |                                                                                      |
| 1993 | I Want to Know Your Name –                                 | — | — | — | R&B28 (15 Wo.)R&B | — | Erstveröffentlichung: April 1993 mit Walter & Scotty                                                                                              |                                                                                      |
| 1993 | Sticks and Stones –                                        | — | — | — | R&B64 (8 Wo.)R&B | — | Erstveröffentlichung: Juli 1993 mit Walter & Scotty Autor: Al Johnson                                                                             |                                                                                      |
| 1995 | Make Sweet Love to Me Toast to the Ladies                  | — | — | — | R&B41 (18 Wo.)R&B | — | Erstveröffentlichung: Februar 1995 Autoren: Connell Moss, David Mendez, Ray Dewey                                                                 |                                                                                      |
| 1995 | Come On Home Toast to the Ladies                           | — | — | — | R&B60 (10 Wo.)R&B | — | Erstveröffentlichung: Juli 1995 Autoren: Gloria Stewart, Thaddis Harrell Jr., Phillip L. Stewart, Nick Caldwell                                   |                                                                                      |
| 1996 | Caravan of Love Brave New World                            | — | — | — | R&B89 (5 Wo.)R&B | — | Erstveröffentlichung: März 1996 Russ Freeman and the Rippingtons feat. The Whispers and Phil Perry Autoren und Original: Isley Jasper Isley, 1985 |                                                                                      |
| 1997 | My, My, My Song Book Volume One                            | — | — | — | R&B73 (1 Wo.)R&B | — | Erstveröffentlichung: Dezember 1997 |                                                                                      |

grau schraffiert: keine Chartdaten aus diesem Jahr verfügbar
Weitere Singles
| - 1964: Never Again - 1965: The Dip - 1965: As I Sit Here - 1966: I Was Born When You Kissed Me - 1966: Take a Lesson from the Teacher - 1967: You Got a Man on Your Hands - 1967: Needle in a Haystack - 1969: Great Day - 1969: What Will I Do - 1970: Planets of Life - 1970: I’m the One - 1971: Where Have You Been - 1973: P. O. W. – M. I. A. (Prisoners of War – Missing in Action) - 1973: Feel Like Comin’ Home - 1974: Once More with Feeling | - 1975: All I Ever Do (Is Dream of You) - 1975: Give a Little Love - 1975: (You’re A) Special Part of My Life - 1975: You’re What’s Been Missin’ from My Life - 1978: Happy Holidays to You - 1980: Never Again - 1981: Love Is Where You Find It - 1981: I’m the One for You - 1983: Love for Love - 1985: This Christmas - 1989: “Hot Mix” Megamix / And the Beat Goes On (Live Version) - 1990: Is It Good to You - 1990: Mind Blowing - 1996: Medley Megamix - 1998: For the Cool in You |

## Statistik

### Chartauswertung
|                     | UK    | US     | R&B      |
| ------------------- | ----- | ------ | -------- |
| Nummer-eins-Alben   | UK—UK | US—US  | R&B2R&B  |
| Top-10-Alben        | UK—UK | US1US  | R&B8R&B  |
| Alben in den Charts | UK2UK | US15US | R&B25R&B |

|                       | DE    | UK     | US     | R&B      | Dance       |
| --------------------- | ----- | ------ | ------ | -------- | ----------- |
| Nummer-eins-Singles   | DE—DE | UK—UK  | US—US  | R&B2R&B  | Dance1Dance |
| Top-10-Singles        | DE—DE | UK2UK  | US1US  | R&B14R&B | Dance4Dance |
| Singles in den Charts | DE1DE | UK11UK | US12US | R&B50R&B | Dance9Dance |

### Auszeichnungen für Musikverkäufe
Anmerkung: Auszeichnungen in Ländern aus den Charttabellen bzw. Chartboxen sind in ebendiesen zu finden.
| Land/RegionAuszeichnungen für Musikverkäufe (Land/Region, Auszeichnungen, Verkäufe, Quellen) | Silber  | Gold     | Platin     | Verkäufe  | Quellen   |
| -------------------------------------------------------------------------------------------- | ------- | -------- | ---------- | --------- | --------- |
| Vereinigte Staaten (RIAA)                                                                    | —       | 4× Gold4 | 2× Platin2 | 4.500.000 | riaa.com  |
| Vereinigtes Königreich (BPI)                                                                 | Silber1 | —        | —          | 250.000   | bpi.co.uk |
| Insgesamt                                                                                    | Silber1 | 4× Gold4 | 2× Platin2 |           |           |